# قضاء الفيصلية
قضاء الفيصلية قضاء يقع في لواء قصبة مادبا، محافظة مادبا في الأردن. ينتمي القضاء للواء قصبة مادبا الذي يضم 4 أقضية. يقدر عدد سكانه بـ 6578 نسمة حسب إحصاء 2015.

## الوصلات الخارجية
- دائرة الاحصاءات العامة